# Бјала (притока Супрасла)
Бјала (пољ. Biała) је река у Пољској дугачка 29,9 km са површином слива од 119 km². Ово је лева притока реке Супрасл (пољ. Supraśl). Река тече у правцу север - запад. Просечни нагиб речног корита износи 2,1 ‰. Извор реке се налази на 168 метара надморске висине док се њено ушће налази на надморској висини од 115 метара.

## Име
Бјала (пољ. Biała) на пољском језику значи бела.

### Загађење
У сливу реке се налази Бјалистоцка агломерација, а река протиче и кроз сам град Бјалисток и у њу се излива већина отпадних вода из града.
Према испитивању реке које је 2003. године обавио Војводски инспекторат заштите животне средине (пољ. Wojewódzki Inspektorat Ochrony Środowiska) на целој дужини речног тока река спада у III категорију по физичко-хемијском загађењу, док се по бактериолошком загађењу не сврстава ни у једну категорију јер је презагађена.